# Коалиция 8 марта
Коалиция 8 марта (араб. تحالف 8 آذار‎) — ливанская коалиция просирийских политических партий и независимых кандидатов.

## История
Коалиция получила название в честь массовой демонстрации 8 марта 2005 года, когда различные партии в центре Бейрута, в ответ на кедровую революцию, устроили демонстрации в благодарность Сирии за оказание помощи в окончании гражданской войны в Ливане, стабилизации ситуации в Ливане и поддержке ливанского сопротивления израильской оккупации.

## Учредители и члены коалиции

### 2009 год
Партии-члены коалиции и число мест в парламенте: Свободное патриотическое движение (19 мест), Амаль (13 мест), Хезболла (12 мест), Демократическое возрождение (4 места), Марада (3 места), Движение славы (Ливан) (2 места), Армянская революционная федерация в Ливане (2 места), Сирийская социальная националистическая партия в Ливане (2 места), Партия арабского социалистического возрождения (2 места), Партия Солидарность (Ливан) (1 место), Блок Скаф (0), Аль-Мурабитун (Ливан) (0), Арабская Демократическая партия (Ливан) (0).